# Kanton Bessines-sur-Gartempe
Kanton Bessines-sur-Gartempe is een voormalig kanton van het Franse departement Haute-Vienne. Kanton Bessines-sur-Gartempe maakte deel uit van het arrondissement Bellac en telt 5165 inwoners (1999). Het werd opgeheven bij decreet van 20 februari 2014, met uitwerking op 22 maart 2015. Alle gemeenten werden opgenomen in het kanton Ambazac, maar Saint-Pardoux werd in 2020 overgeheveld naar het kanton Bellac.

## Gemeenten
Het kanton Bessines-sur-Gartempe omvatte de volgende gemeenten:
- Bessines-sur-Gartempe (hoofdplaats)
- Folles
- Fromental
- Razès
- Saint-Pardoux